# Гай Корнелий Галл
Гай Корне́лий Галл (лат. Gaius Cornelius Gallus;  69/68, Форум Ливия — 27/26 год до н. э.) — древнеримский общественный деятель, полководец и лирический поэт эпохи начала принципата. Является одним из основателей римской элегии. В 30—27 годах до н. э. был первым наместником образованной римлянами провинции Египет, занимая нововведённую должность префект Египта.

## Общие сведения
Происходил из незнатной семьи, место рождения — город Форум Юлия в Галлии, воспитывался в Риме, стал соратником Октавиана Августа и за заслуги был возведён им в достоинство римского всадника. Среди современников считался высокообразованным человеком (Овидий. Tristia, IV). В 42 году до н. э. был членом комиссии, занимавшейся разделом земель в Верхней Италии для раздачи их ветеранам. Находясь на этой должности Галл спас состояние поэта Вергилия, с которым дружил с молодости — помог вернуть усадьбу его отца около Мантуи. Также его другом был поэт Катулл. Позже Галл участвовал в последней гражданской войне Римской Республики на стороне Октавиана (противники: Марк Антоний в союзе с Клеопатрой VII) — был военачальником на египетском театре военных действий.

## Участие в войне
В 31 году до н. э. Гай Корнелий Галл во главе войска был направлен из провинции Проконсульская Африка на территорию Египта. Его противником на данном направлении должен был быть Луций Пинарий Скарп (внук Юлии Старшей), но последний, получив известия о поражении Марка Антония в морском сражении у мыса Акциум (северо-западная Греция), сдал свои войска, на помощь которых рассчитывал Антоний. Дальнейшие успешные военные действия против портового города Парайтония в Мармарике, где попытался скрыться Марк Антоний, а также взятие в плен Клеопатры VII, принесли Гаю Корнелию Галлу благосклонность Октавиана Августа, который назначил его префектом только что завоёванного Египта.

## Префект Египта
Нововведённая Октавианом Августом магистратура префекта Египта отличалась от остальных наместнических должностей в римских провинциях — назначенный на неё Гай Корнелий Галл подчинялся только Августу и не был подотчётен сенату. Подавив очаги сопротивления, он взял под контроль весь Египет и установил добрососедские отношения с царством Куш. Помимо этого известно, что по всей египетской провинции были воздвигнуты статуи Галла; надписи с изложением его деяний найдены на нильском острове Филы, на пирамидах в Гизе и на обелиске, стоящем ныне на площади св. Петра в Риме.

Гай Корнелий Галл, сын Гнея, римский всадник, первый префект Александрии и Египта после низложения царей Цезарем, сыном божественного. Когда отложилась Фиваида, он победил врага за 15 дней, в течение которых одержал победу в двух сражениях, взял пять городов: Боресу, Коптос, Керамик, Великий город Зевса, Офиессу. Захватив вождей этих мятежей, он провел войско за порог Нила; прежде до этого места не доходили вооруженные силы ни римского народа, ни царей. Покорив Фиваиду, общину, устрашавшую всех царей, дав у Филе аудиенцию послам царя эфиопов и приняв этого царя под покровительство, назначив тирана в Триаконтасхену, одну из областей Эфиопии, посвятил отеческим богам и Нилу-помощнику.
— Греческий вариант трёхъязычной надписи с острова Филы (OGIS. II, 654.)
Вероятно, его суровость и высокомерие, навлекли на него клевету и, несмотря на довольно успешные действия по установлению римской власти в Египте, вызвали подозрения Октавиана Августа в Риме. В 26 году до н. э. он попал в немилость, был сослан а его имущество конфисковали. В возрасте около 43 лет, чтобы избежать суда, Гай Корнелий Галл совершил самоубийство. В IV веке Аммиан Марцеллин, упоминает эти события в своих «Деяниях в тридцати одной книге»: сначала Аммиан рассказывает о действиях Галла в Фивах, о том, как он «обездоливал этот город своими многочисленными грабительствами», далее, он сообщает, что по возвращении в Рим, когда Галл был привлечён к судебной ответственности, «то в страхе пред возмущенной знатью, которой император предоставил это дело на расследование, он бросился на свой меч».

## Творчество
Считался талантливым оратором, известны две его речи: «In Рollionem» и «In Alfenum Varum». Более знаменит как поэт — был одним из первых римских создателей жанра любовных элегий, относился к младшему поколению так называемых «неотериков», или «новых поэтов» (некоторые литературоведы определяют его творчество как нечто среднее между неотериками и поэтами августианской эпохи). Возможно, сочинял и эпиллии — эпические формы на мифологический сюжет. Его произведения близки к эллинистическим образцам, особенно александрийской любовной лирике и Эвфориону Халкидскому (переводил его «учёные» стихотворения), а также римским поэтам Катуллу и Кальву, которые менее подвизались на этом поэтическом поприще. Около 40 года до н. э. были изданы весьма популярные в античности четыре книги элегических стихов-песен, посвящённые Галлом своей возлюбленной «Ликориде» (псевдоним мимической актрисы Кифериды). Песни были связаны между собой на манер стихотворения Проперция «Кинфия». Также Галла считают автором произведения «Кирис», ошибочно приписываемого Вергилию. Благодаря жёсткому слогу, Квинтилиан характеризует Галла прозвищем Дуриор — «твёрдый», остальные поэты той эпохи отзываются о его творчестве с похвалой (Марциал, Овидий, Проперций). Парфений, собрав мифологические любовные сюжеты, посвятил Галлу свой прозаический сборник эротических рассказов — «Erotika pathemata». Многие выводы о содержании стихов Галла делаются на основании творчества его друга Вергилия, упоминающего его в VI эклоге и посвятившего ему X эклогу «Буколик», а также в последней части четвертой «Георгики» (которую, согласно одной из версий, он переделал после опалы Галла). Современным исследователям известен только один стих, возможно, принадлежащий Галлу (эпиллий, сохранившийся в «Appendix Vergiliana»), поэтому объем и содержание его поэзии иногда являются предметом спора учёных.
В.С. Байкин в 1918 году опубликовал в своем сборнике «Антология: Избранные стихи римских поэтов» (М., 1918) текст "К Лидии", указав, что это перевод из Галла - вероятно, это является мистификацией.
| Птолемеи                                       | Римские префекты Египта                | Римские префекты Египта |
| ← Клеопатра VII (Птолемей XIII и Птолемей XIV) | Гай Корнелий Галл (30—26 гг. до н. э.) | Марк Элий Галл →        |